# Alida Kurras

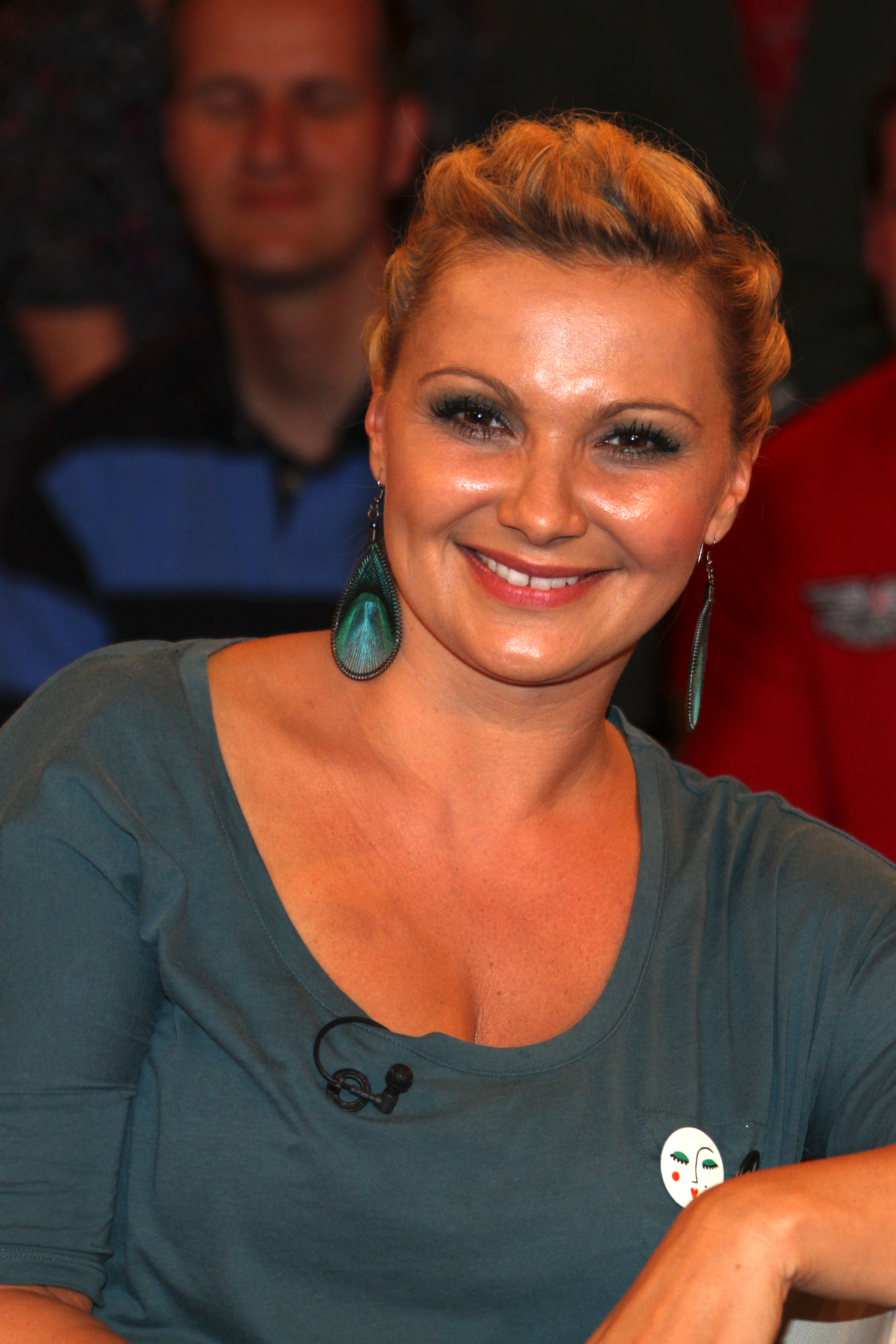
Alida Kurras 2012

Alida-Nadine Kurras, geschiedene Lauenstein, (* 14. Juni 1977 in Ost-Berlin) ist eine deutsche Fernsehmoderatorin.

## Leben
Alida Kurras wuchs in Eichwalde bei Berlin auf. Als Schülerin betrieb sie acht Jahre lang Judo als Leistungssport und stand kurz vor dem Wechsel auf ein Sportinternat, ehe eine Hüftverletzung dies verhinderte. Während eines Studiums der Rechtswissenschaften an der Freien Universität Berlin, das sie nach einigen Semestern ohne Abschluss abbrach, sammelte sie erste Erfahrungen in der Unterhaltungsbranche als Komparsin bei Fernsehserien.
In der zweiten Staffel der deutschen Ausgabe der Reality-TV-Show Big Brother wurde sie im Jahr 2000 Siegerin und animierte seit 2001 beim Sender 9Live die Fernsehzuschauer zur kostenpflichtigen Teilnahme an Gewinnspielen. Im März 2001 war sie Covergirl der deutschen Ausgabe des Männermagazins Playboy und hatte im Heft eine Fotostrecke, bedauerte die Produktion und Veröffentlichung dieser Fotos allerdings einige Jahre später.
Im September 2003 moderierte sie bei 9Live zusammen mit Robin Bade, Anna Heesch, Jörg Draeger und Thomas Schürmann abwechselnd 52 Stunden und 45 Minuten lang ununterbrochen das längste Fernseh-Quiz der Welt. Der Weltrekord wurde vom Guinness-Buch der Rekorde anerkannt und gilt bis heute.
Von 2004 bis Februar 2006 führte sie bei ProSieben durch die Pseudo-Talkshow Das Geständnis – Heute sage ich alles! Sie übernahm im März 2006 für die Show Lebe dein Leben! einen Fall.
Am 15. Juli 2006 heiratete sie ihren langjährigen Freund Frank William Lauenstein, damaliger Leiter der Programmplanung bei 9Live. Im Februar 2009 trennten sie sich, die Scheidung folgte im September 2010.
Ein Mitschnitt eines von ihr moderierten Call-in-Gewinnspiels bei 9Live erhärtete den durch Medienberichte im Mai 2007 bereits im Vorfeld aufgekommenen Verdacht der Gewinnspielmanipulation durch den Sender. In dieser Szene forderte Kurras den Redakteur aufgrund der hohen eingehenden Anrufentgelte auf, das Gewinnspiel ohne ermittelten Gewinner fortzusetzen und vom nächsten Moderator übernehmen zu lassen („Bei solchen Peaks schlagt doch später zu!“). Dieser Mitschnitt forcierte in den Medien die Diskussion um die umstrittenen Call-in-Gewinnspiele.
Ab dem 2. Juli 2007 präsentierte Kurras gemeinsam mit ihrem Moderationskollegen Jürgen Milski die Doku-Soap Das Schicksal meines Lebens auf RTL II. Aufgrund schwacher Einschaltquoten entschied man sich allerdings für die Einstellung des Formats. Im September 2007 ging das Format unter dem neuen Namen Das ist das Leben erneut auf Sendung, wiederum ohne Erfolg. Ab dem 8. Dezember 2008 war sie als Moderatorin neben Miriam Pielhau bei der neunten Big-Brother-Staffel auf RTL 2 zu sehen.
Zum Jahreswechsel 2007/2008 moderierte Kurras als Co-Moderatorin neben Aleksandra Bechtel die Silvestergala vom Brandenburger Tor auf RTL2. Am 5. März 2009 erschien mit Aber … wir leben! ein in SMS-Form geschriebener Roman, den Kurras mit Freundin und 9Live-Kollegin Anna Heesch verfasst hatte.
Am 11. Januar 2010 agierte Kurras bei der zehnten Big-Brother-Staffel erneut als Außenmoderatorin. Danach moderierte sie die wöchentliche Sondersendung mit Ausschnitten von zehn Jahren Big Brother, die vorzeitig abgesetzt wurde. Kurras war mehrfach Gast in der Entscheidungsshow sowie Co-Moderatorin im Finale.
Seit 2011 preist sie Produkte bei dem Sender Channel 21 an. 2014 war sie zu Gast bei Promi Big Brother Late Night LIVE, das von Jochen Bendel und Melissa Khalaj moderiert wurde. 2024 kehrte sie als Bewohnerin bei Promi Big Brother in den Container zurück.
Im Mai 2018 wurde Kurras Mutter einer Tochter.

## Fernsehsendungen
- 2000, 2008, 2010: Big Brother (Fernsehshow)
- 2001–2011: Moderation 9Live
- 2004–2006: Das Geständnis – Heute sage ich alles! (Fernsehserie)
- 2007: Das Schicksal meines Lebens (Fernsehserie)
- 2007: Das ist das Leben! (Fernsehserie)
- 2010: Big Brother – Die Entscheidung (Fernsehserie)
- seit Mai 2011: Moderation Channel 21
- 2012, 2013: Markus Lanz (Fernsehsendung)
- 2014: Promi Big Brother Late Night (Fernsehshow)
- 2018: Luke! Die 2000er und ich
- 2024: Promi Big Brother

## Veröffentlichung
„Aber … wir leben!“ Die intimen SMS zweier Frauen, erschienen 2009 in der edition fischer des R. G. Fischer Verlags in Frankfurt. ISBN 978-3-89950-461-3.